# AB-Doradus-Bewegungshaufen
Der AB-Doradus-Bewegungshaufen enthält etwa dreißig junge Sterne, die Ähnlichkeiten in Bezug auf ihr geschätztes Alter von 50 bis 119 Millionen Jahren, ihrer Metallizität, sowie ihrer gemeinsamen Eigenbewegung aufweisen.
Der Bewegungssternhaufen ist etwa 20 Parsec von unserem Sonnensystem entfernt und damit der uns nächste Bewegungshaufen. Mit neun Sternen im Umkreis von zehn Parsec, also etwas mehr als 30 Lichtjahren, bildet AB Doradus die Kernregion des Bewegungshaufens. Seine kleineren Komponenten sind größtenteils späte K-Sterne. Viele von ihnen könnten sich noch weiter aufheizen oder sind noch von Staub umgeben. Um den etwas älteren, acht Lichtjahre entfernten Nachbarn von AB Doradus, HD 40307, wurden bereits sechs Exoplaneten nachgewiesen. Das System ist jedoch nicht Teil der Bewegungsgruppe.
Aufgrund seines niedrigen Alters und seiner geringen Entfernung eignet sich der AB-Doradus-Bewegungshaufen neben den Regionen um TW Hydrae und β Pictoris ideal für die Suche nach extrasolaren Planeten sowie für die Erforschung der Bildung von Planetensystemen und ihrer Entwicklung um junge Sterne. Mit den neuesten Techniken dürfte es möglich sein, eventuelle Komponenten sogar bildhaft festzuhalten.